# Hennie Binneman
Hendrik Jacobus Gijsbert "Hennie" Binneman (30 de abril de 1914 — 19 de março de 1968) foi um ciclista sul-africano.
Binneman participou nos Jogos Olímpicos de Verão de 1936, realizados na cidade de Berlim, Alemanha, onde terminou em 16º na prova individual do ciclismo de estrada.